# Dream Dad
Dream Dad é uma telenovela filipina exibida pela ABS-CBN entre 24 de novembro de 2014 e 17 de abril de 2015, estrelada por Jana Agoncillo e Zanjoe Marudo.

## Enredo
A história gira em Sebastian "Baste" Javier (Zanjoe Marudo), um veterinário de bom coração de Batangas, que escolheu para suceder seu pai Eliseo (Ariel Ureta) como o presidente da ENS Dairy Corporation, a fim de preservar a relação tensa dos seus pais.
Com a ajuda de seu amigo de confiança, Michael (Ketchup Eusebio), e seu assistente executivo dedicado, Alex (Beauty Gonzalez), Baste transforma-se a partir de uma sala de reuniões neófito em um homem de negócios aprenderam. Mas foi uma decisão que veio com um custo doloroso - Angel (Neri Naig), seu grande amor.
Deixou com o coração partido, Baste atende Baby (Jana Agoncillo) - uma menina órfã de olhos arregalados que acredita que ele é seu pai desaparecido. Os dois são forçados a trabalhar juntos quando Baby de repente sacos do papel muito cobiçado de se tornar o novo rosto da Wink Milk, o principal produto da companhia de Baste.
Como eles passam mais tempo uns com os outros, Baby começa a ver através da dor de Baste e, nele, o pai que ela ansiava por toda a sua vida. Mesmo com o conhecimento que Baste não é realmente seu pai biológico, Baby escolhe para ajudá-lo a reconstituir o seu coração de volta juntos. E, no processo, Baste aprende a confiar e joga no amor mais uma vez.
Consequentemente, os dois títulos em uma história de amor improvável entre um solteirão reaprender a amar as alegrias simples da vida e um jovem garoto cujo espírito não sabe como deixar de amar.

## Elenco

### Elenco principal
- Zanjoe Marudo como Sebastian "Baste" V. Javier
- Jana Agoncillo como Baby
- Beauty Gonzalez como Alexandra "Alex" Sta. Maria
- Maxene Magalona como April Mae Pamintuan

### Elenco de apoio
- Gloria Diaz como Nenita Viray-Javier
- Ariel Ureta como Eliseo Javier
- Ketchup Eusebio como Michael
- Katya Santos como Precious
- Yen Santos como Maribeth "Bebeth" Morales
- Matt Evans como Paul Montelibano
- Ces Quesada como Carmen
- Dante Ponce como Julio Pamintuan
- Atoy Co como Miguel
- Vivieka Ravanes como Coring
- Rez Cortez como Enrique Sta. Maria
- Bryan Termulo como Kenneth Sta. Maria
- Teejay Marquez como Jake Sta. Maria
- Jonicka Cyleen Movido como Rain
- John Steven de Guzman como Tikboy
- Ces Aldaba como Mang David
- Ana Feleo como Aleli
- Antonette Garcia
- Joma Labayen como Amado
- Paulo Angeles como Manuel
- Pamu Pamorada como Lilet
- Guji Lorenzana como Francis

### Elenco de convidados
- Kiray Celis como Gracia Anna
- Michelle Vito como Señorita Glenda
- Christopher Roxas
- Via Veloso
- Jacob Benedicto como Jaymart
- Arlene Muhlach como Stella
- Mikee Villanueva como o advogado da família Javier

### Guest Cast
- Neri Naig as Angel San Jose
- Raikko Mateo as Young sebastian Baste Javier
- Joshua Dinosio as Young Adult Sebastian Baste Javier
- Anna Luna as young Nenita Viray Javier
- Sue Ramirez as Young Carmen Castro
- Paul Jake Castillo as Young Miguel Castro

## Exibição
| País      | Emissora | Data de estréia        | Data de final       | Título    |
| --------- | -------- | ---------------------- | ------------------- | --------- |
| Filipinas | ABS-CBN  | 24 de novembro de 2014 | 17 de abril de 2015 | Dream Dad |